# 久保田鶴松
久保田 鶴松（くぼた つるまつ、1900年10月15日 - 1984年1月12日）は、日本の政治家。元日本社会党衆議院議員（10期）。元衆議院副議長。大阪府中河内郡高安村（現八尾市）出身。

## 人物
1921年（大正10年）に大正動力供給に入り、大阪労働学校に学んだ後、1926年に日本労働組合総連合結成に参加、執行委員となる。戦後は社会党に入党。
大阪府議会議員（3期）を経て、1947年衆議院議員総選挙に旧大阪4区から日本社会党公認で立候補し初当選。左右分裂時は左派社会党に属した。党代議士会長などを経て、1960年12月7日衆議院副議長に就任したが、1961年6月8日に与党自由民主党から、「農業基本法案や政治的暴力防止法案等といった重要法案の審議にあたって清瀬一郎議長に協力しなかった」という理由で不信任決議案を提出され、賛成207票・反対150票で可決された後、辞任した。日本国憲法下において、国会正副議長への不信任決議が可決されたのは久保田だけである。またこれ以降、1976年のロッキード選挙後に三宅正一が副議長に就任するまで、国会の副議長ポストは与党・自民党の中堅議員が勤めるポストとなっていた。
1976年政界引退。同年勲一等瑞宝章受章。
1984年1月12日、肺炎のため死去。83歳。